# Hochfelden, Bas-Rhin

Hochfelden este o comună în departamentul Bas-Rhin, Franța. În 1 ianuarie 2022 avea o populație de 4.039 de locuitori.